# Baia di Manila

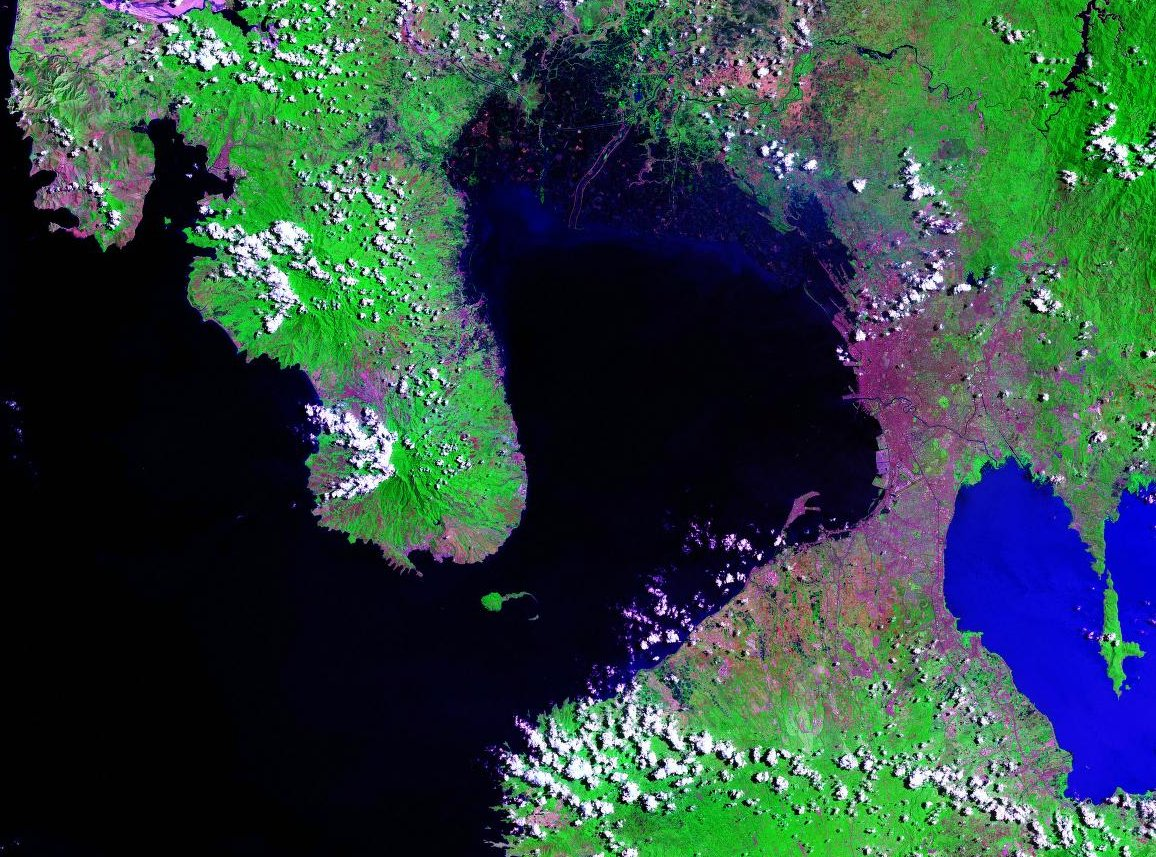
La baia di Manila vista dal satellite

La baia di Manila è il porto naturale che si affaccia di fronte alla città di Manila sull'isola di Luzon nelle Filippine. L'imboccatura ha una larghezza di 19 km e si espande fino a raggiungere 48 km. Mariveles, nella provincia di Bataan, è situata all'ingresso settentrionale e Sangley Point è la sede della base navale di Cavite. 
Su entrambi i lati della baia sono presenti rilievi di natura vulcanica.
All'ingresso della baia di Manila sono presenti diverse isole. La più grande è Corregidor posta a 3 chilometri da Bataan. El Fraile e un'isola rocciosa di circa 16000 m² con i resti delle massicce rovine di Fort Drum, l'isola-fortezza costruita dall'esercito degli Stati Uniti a difesa dell'ingresso meridionale della baia. 
La baia è stata il teatro della battaglia della baia di Manila nel 1898 e dell'assedio dell'isola di Corregidor durante l'invasione delle forze giapponesi nel 1942.
Oggi nella baia di Manila Bay incrociano importanti rotte commerciali ed è forte la presenza industriale, tanto da renderla un'area fortemente inquinata.